# J'tomberai pas
Singles de Christophe Willem
PS : Je t'aime
(2022) Je tourne en rond
(2023)
Pistes de Panorama
Ni reine ni roi Fantômes
J'tomberai pas est une chanson du chanteur français Christophe Willem, sortie en 2022 en tant que deuxième extrait de son album Panorama.

## Autour de la chanson
Le titre a été écrit et composé par Jean Etienne Maillard, Laurent Lamarca, Matthieu Mendès et Momo Wang. La chanson exprime la détermination à rester debout et à avancer malgré les épreuves endurées, affirmant qu'après avoir été durement éprouvé, on refuse désormais de baisser la tête.
Christophe Willem décrit la chanson comme un titre fondateur de l'album qui annonce un nouveau ton et se démarque par ses paroles franches, allant même jusqu'à parler d'une « ode à la résilience ».
Dans une interview accordée au site Aficia, il déclare immédiatement avoir été convaincu par la chanson, la considérant comme une manifestation d'une « sorte de colère saine » par rapport à ce qu'il avait ressenti, et affirmant qu'elle lui procurait un regain de force:

« J'tomberai pas [...] fait le constat d'un monde qui bouge. Elle dit que dans la vie, on peut être montré du doigt, mais qu'à un moment donné, il faut dépasser tout ça. C'est un titre qui dénonce sans jamais être revendicatif. Cette chanson, c'est être conscient des choses sans forcément utiliser son temps à les combattre. »

## Promotion
Le titre a bénéficié d'un clip réalisé par Pablo Padovani, le chanteur du groupe Moodoïd. Le clip a été publié le 14 octobre 2022. Il montre le chanteur marcher dans les rues d'une ville et sur des bâtiments, défiant les lois de la gravité,.
Christophe Willem a interprété le titre lors d'une série d'émissions radio et télévisées, notamment dans les studios de RFM, dans le Grand studio RTL, et dans Le petit Live sur CStar. Dans l'émission Vivement dimanche sur France 3, il a chanté une version acoustique le 22 octobre 2022, accompagné du guitariste Philippe Devin, dans un medley avec Fantômes et PS : Je t'aime. De plus, il a présenté une version piano/voix dans Un dimanche à la campagne, diffusée le 20 novembre 2022 sur France 2.
Il a aussi interprété J'tomberai pas en duo: avec le groupe corse L'avvinta dans l'émission Embarquement immédiat - Bienvenue en Corse, diffusée le 4 novembre 2022 sur France 3; et avec Élodie Gossuin dans l'émission Tout le monde chante : les stars relèvent le défi, diffusée le 4 janvier 2023 sur W9.

## Accueil critique et commercial
La chanson était le "coup de cœur" de la radio Chérie FM le 14 octobre 2022.
Selon Clara De Smet du site Beware, les paroles et le son de J'tomberai pas sont éloignés de l'univers de Christophe Willem et la chanson permet de découvrir « une nouvelle facette de sa musique pop qui se veut plus personnelle et plus sérieuse ». Alicia Drouin du site Symanews décrit le titre comme « hit lumineux faisant constat d'un nouveau monde où chacun revendique librement sa singularité ». Julien Goncalves de Charts in France parle d'une « chanson pop, solaire et humaniste, gorgée d'espoir et de notes de guitare, sur laquelle le chanteur veut rester fidèle à ses valeurs, s'assumant face au star system ou aux travers de notre société compétitive et violente ».
Le titre ne parvient pas à se classer dans le Top 50 français, mais il entre dans l'Ultratop 50 de la Belgique francophone le 19 novembre 2022 à la 49e position. Il grimpe ensuite pendant plusieurs semaines pour atteindre son apogée à la 17e place en janvier 2023. Au total, la chanson reste classée pendant 18 semaines avant de quitter le classement mi-mars 2023.

## Classement
| Pays                             | Charts      | Meilleure position |
| -------------------------------- | ----------- | ------------------ |
| Belgique francophone (2022/2023) | Ultratop 50 | 17                 |